# Вроцлавська енциклопедія
Енциклопедія Вроцлава — польська енциклопедія, що містить статті, пов'язані з історією та сьогоденням міста Вроцлава, що становить збірку знань про місто від початку заселення до сучасності.

## Історія
Перше видання цієї енциклопедії (ISBN 83-7023-749-5) вийшла друком у 2000 р. у видавництві Wydawnictwo Dolnośląskie (науковий редактор Ян Гарасимович, співпраця з Володимиром Сулеєю ; загалом у роботі над енциклопедією брали участь понад шістсот осіб) завдяки фінансовій підтримці міського управління — ґміни Вроцлав та за фінансової підтримки Фундації польської співпраці — Німеччина. Він містив 988 сторінок у твердій обкладинці (21,3 × 30,2 см) із близько семи тисяч записів і численними ілюстраціями, картами та діаграмами.
Друге видання цієї енциклопедії, доповнене та виправлене, вийшло на 1000 сторінках у 2001 році в тому ж вигляді та з тим же номером ISBN, що й перше видання. Обидва видання вийшли накладом 10 000 примірників, а авторами статей були 460 осіб.
Третє видання (ISBN 83-7384-561-5) від 2006 р. за тією ж редакцією, доповнено та виправлено відносно попередніх видань (загалом близько 7400 статей понад 500 авторів із 3200 ілюстраціями, планами та таблицями) були розміщені тією ж редакцією, видавцем у томі, схожому на попередні; обсяг цього видання енциклопедії збільшився до 1060 сторінок.